# Bembidion gobiense
Bembidion gobiense es una especie de escarabajo del género Bembidion, categorizada en la tribu Bembidiini, de la subfamilia Trechinae.

## Distribución
Se distribuye por Mongolia y Rusia.

## Taxonomía
Fue descrita por Jedlicka en 1964.